# Kecamatan Telukjambe
Kecamatan Telukjambe är ett distrikt i Indonesien.   Det ligger i kabupatenet Kabupaten Karawang och provinsen Jawa Barat, i den västra delen av landet, 50 km öster om huvudstaden Jakarta.
Kecamatan Telukjambe delas in i:
- Desa Purwadana
- Desa Parungsari
- Desa Sukamakmur